# Església de les Germanes Carmelites (l'Espluga de Francolí)
L'Església de les Germanes Carmelites és una obra eclèctica de l'Espluga de Francolí (Conca de Barberà) inclosa a l'Inventari del Patrimoni Arquitectònic de Catalunya.

## Descripció
Antiga església i convent de les Germanes Carmelites. Actualment és un magatzem. Per la decoració de la façana aquesta construcció fa pensar que és del darrer quart del segle quart del segle xix. D'estil eclèctic historicista d'inspiració medieval, destaquen les creus del merlets, la portalada, les gàrgoles i la lliure interpretació, totalment geomètrica de les finestres.